# Giải cho nữ diễn viên xuất sắc nhất (Liên hoan phim Cannes)
Giải cho nữ diễn viên xuất sắc nhất (tiếng Pháp: Prix d'interprétation féminine) là một giải của Liên hoan phim Cannes dành cho nữ diễn viên được Ban Giám khảo bầu chọn là diễn xuất sắc nhất trong một phim tham gia Liên hoan phim này. Giải này bắt đầu từ năm 1946.
Dưới đây là danh sách các phim và các nữ diễn viên đoạt giải:
| Năm  | Phim                                                  | Nữ diễn viên                                                                             |
| ---- | ----------------------------------------------------- | ---------------------------------------------------------------------------------------- |
| 1946 | La Symphonie Pastorale                                | Michèle Morgan                                                                           |
| 1947 | không trao giải                                       |                                                                                          |
| 1948 | không tổ chức Liên hoan phim                          |                                                                                          |
| 1949 | The Walls of Malapaga                                 | Isa Miranda                                                                              |
| 1950 | không tổ chức Liên hoan phim                          |                                                                                          |
| 1951 | All About Eve                                         | Bette Davis                                                                              |
| 1952 | Detective Story                                       | Lee Grant                                                                                |
| 1953 | Come Back, Little Sheba                               | Shirley Booth                                                                            |
| 1954 | không trao giải                                       |                                                                                          |
| 1955 | Bolshaya Semya                                        | mọi vai nữ                                                                               |
| 1956 | I'll Cry Tomorrow                                     | Susan Hayward                                                                            |
| 1957 | Nights of Cabiria                                     | Giulietta Masina                                                                         |
| 1958 | Brink of Life                                         | Bibi Andersson, Eva Dahlbeck, Barbro Hiort af Ornäs và Ingrid Thulin                     |
| 1959 | Room at the Top                                       | Simone Signoret                                                                          |
| 1960 | Never on Sunday                                       | Melina Mercouri                                                                          |
| 1960 | Moderato Cantabile                                    | Jeanne Moreau                                                                            |
| 1961 | Two Women                                             | Sophia Loren                                                                             |
| 1962 | Long Day's Journey into Night                         | Katharine Hepburn                                                                        |
| 1963 | The Conjugal Bed (L'Ape Regina)                       | Marina Vlady                                                                             |
| 1964 | The Pumpkin Eater                                     | Anne Bancroft                                                                            |
| 1964 | One Potato, Two Potato                                | Barbara Barrie                                                                           |
| 1965 | The Collector                                         | Samantha Eggar                                                                           |
| 1966 | Morgan!                                               | Vanessa Redgrave                                                                         |
| 1967 | Elvira Madigan                                        | Pia Degermark                                                                            |
| 1968 | không tổ chức Liên hoan phim                          |                                                                                          |
| 1969 | Isadora                                               | Vanessa Redgrave                                                                         |
| 1970 | Metello                                               | Ottavia Piccolo                                                                          |
| 1971 | The Panic in Needle Park                              | Kitty Winn                                                                               |
| 1972 | Images                                                | Susannah York                                                                            |
| 1973 | The Effect of Gamma Rays on Man-in-the-Moon Marigolds | Joanne Woodward                                                                          |
| 1974 | Les violons du bal                                    | Marie-José Nat                                                                           |
| 1975 | Lenny                                                 | Valérie Perrine                                                                          |
| 1976 | L'Eredità Ferramonti                                  | Dominique Sanda                                                                          |
| 1976 | Déryné, hol van?                                      | Mari Töröcsik                                                                            |
| 1977 | 3 Women                                               | Shelley Duvall                                                                           |
| 1977 | J.A. Martin photographe                               | Monique Mercure                                                                          |
| 1978 | An Unmarried Woman                                    | Jill Clayburgh                                                                           |
| 1978 | Violette Nozière                                      | Isabelle Huppert                                                                         |
| 1979 | Norma Rae                                             | Sally Field                                                                              |
| 1980 | A Leap in the Dark                                    | Anouk Aimée                                                                              |
| 1981 | Quartet                                               | Isabelle Adjani                                                                          |
| 1981 | Possession                                            | Isabelle Adjani                                                                          |
| 1982 | Another Way                                           | Jadwiga Jankowska-Cieslak                                                                |
| 1983 | Storia di Piera                                       | Hanna Schygulla                                                                          |
| 1984 | Cal                                                   | Helen Mirren                                                                             |
| 1985 | The Official Story                                    | Norma Aleandro                                                                           |
| 1985 | Mask                                                  | Cher                                                                                     |
| 1986 | Rosa Luxemburg                                        | Barbara Sukowa                                                                           |
| 1986 | Eu Sei Que Vou Te Amar                                | Fernanda Torres                                                                          |
| 1987 | Shy People                                            | Barbara Hershey                                                                          |
| 1988 | A World Apart                                         | Barbara Hershey, Jodhi May và Linda Mvusi                                                |
| 1989 | A Cry in the Dark                                     | Meryl Streep                                                                             |
| 1990 | Przesluchanie                                         | Krystyna Janda                                                                           |
| 1991 | The Double Life of Véronique                          | Irène Jacob                                                                              |
| 1992 | The Best Intentions                                   | Pernilla August                                                                          |
| 1993 | The Piano                                             | Holly Hunter                                                                             |
| 1994 | La Reine Margot                                       | Virna Lisi                                                                               |
| 1995 | The Madness of King George                            | Helen Mirren                                                                             |
| 1996 | Secrets & Lies                                        | Brenda Blethyn                                                                           |
| 1997 | Nil by Mouth                                          | Kathy Burke                                                                              |
| 1998 | The Dreamlife of Angels                               | Élodie Bouchez và Natacha Régnier                                                        |
| 1999 | Humanité                                              | Séverine Caneele                                                                         |
| 1999 | Rosetta                                               | Émilie Dequenne                                                                          |
| 2000 | Dancer in the Dark                                    | Björk                                                                                    |
| 2001 | The Piano Teacher                                     | Isabelle Huppert                                                                         |
| 2002 | The Man Without a Past                                | Kati Outinen                                                                             |
| 2003 | The Barbarian Invasions                               | Marie-Josée Croze                                                                        |
| 2004 | Clean                                                 | Maggie Cheung                                                                            |
| 2005 | Free Zone                                             | Hanna Laslo                                                                              |
| 2006 | Volver                                                | Penélope Cruz, Carmen Maura, Lola Dueñas, Chus Lampreave, Blanca Portillo và Yohana Cobo |
| 2007 | Secret Sunshine                                       | Jeon Do-yeon                                                                             |
| 2008 | Linha de Passe                                        | Sandra Corveloni                                                                         |
| 2009 | Antichrist                                            | Charlotte Gainsbourg                                                                     |